# Jašiūnais herrgård
Jašiūnais herrgård (litauiska: Jašiūnų dvaras) är en herrgårdsbyggnad i Jašiūnai i Litauen. Herrgården uppfördes åren 1824–1828.